# لوثر بونين
لوثر بونين (بالإنجليزية: Luther Bonin)‏ هو لاعب كرة قاعدة أمريكي، ولد في 13 يناير 1888 في Green Hill, Indiana ‏ في الولايات المتحدة، وتوفي في 3 يناير 1966 في ساكامور في الولايات المتحدة.

## وصلات خارجية
- لوثر بونين على موقعبيزبول رفرنس.كوم (الدوري الرئيسي) (الإنجليزية)
- لوثر بونين على موقعبيزبول رفرنس.كوم (الدوري الثانوي) (الإنجليزية)